# Поти
По́ти (груз. ფოთი) — город на западе Грузии, в крае Самегрело-Верхняя Сванетия. Находится в устье реки Риони, на берегу Чёрного моря. В Поти расположен крупнейший на восточном побережье одноимённый порт.
Город Поти возник на месте античного древнегреческого города Фасис — милетской колонии. Один из трёх главных морских портов Грузии в XX веке.

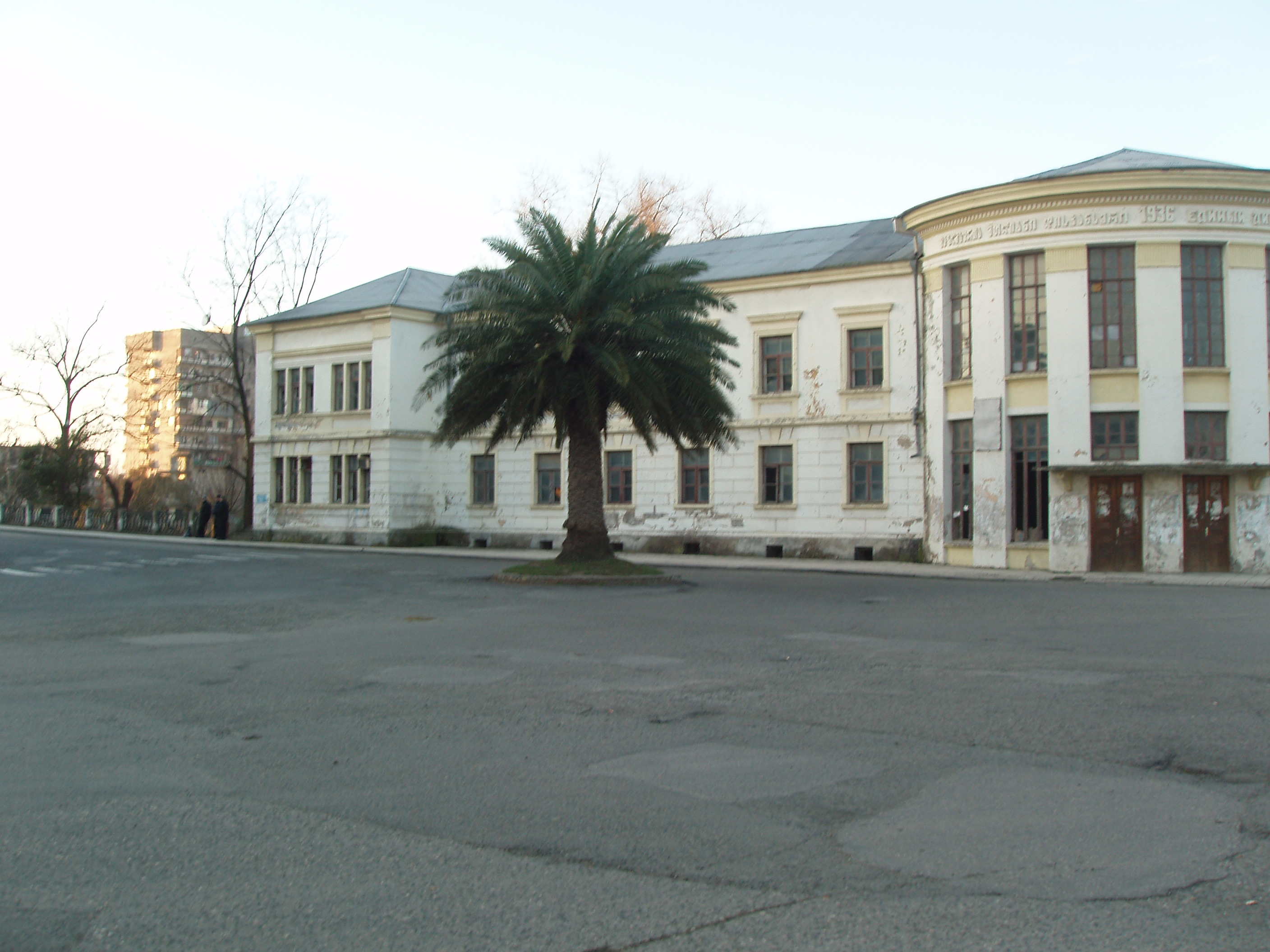
Поти

## Символы города

### Флаг

флаг города Fasso с портолана Пьетро Весконте 1320/21 г.

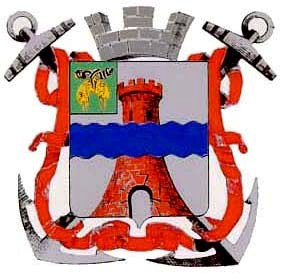
Проект герба города Поти 1858 года

Флагом города является полотнище, разделённое пополам, слева на жёлтом фоне синий крест, справа на синем фоне золотое руно. На портолане Пьетро Весконте, датируемом 1320/21 годом, в устье реки Риони над населённым пунктом Fasso (Фасис) изображено трёхконечное знамя жёлтого цвета с синим крестом (на илл.) — таким образом, левая сторона нынешнего городского флага символизирует историческую преемственность средневекового Фасиса и нынешнего города Поти, построенного на его месте. Правая часть знамени — с изображением золотого руна, напоминает нам миф об аргонавтах, которые причалили по преданию как раз у устья Риони, где и расположен нынешний Поти.

### Герб
В основе современного герба города, лежит проект городского герба 1858 года (на илл.) «В серебряном поле лазуревый волнистый пояс, под которым червлёная башня с открытыми воротами. В вольной части щита герб Кутаисской губернии». Щит должна была венчать серебряная корона, а за щитом размещаться якоря, соединённые Александровской лентой. Проект не был утверждён официально. Башня в гербе символизирует одно из немногих сохранившихся средневековых строений в черте города. Золотое руно, как уже говорилось выше — миф об аргонавтах. Якоря символизируют, что Поти — портовый город.

## Население
По состоянию на 1 января 2020 года численность населения города как муниципалитета составила 41 498 жителей, на 1 января 2014 года — 47,8 тыс. жителей.
По всесоюзной переписи населения 1989 года, в Поти проживало 50 922 человека.
| Год  | Численность | Численность |
| ---- | ----------- | ----------- |
| 1974 | 51 000      | [ 6 ]       |
| 1995 | 50 900      | [ 7 ]       |
| 2002 | 47 149      |             |
| 2013 | 47 700      | [ 8 ]       |
| 2014 | 41 465      | [ 9 ]       |
| 2023 | 41 500      | [ 10 ]      |

| Грузины       | 44 414 | 94,20 %  |
| Русские       | 1884   | 4,00 %   |
| Украинцы      | 265    | 0,56 %   |
| Армяне        | 194    | 0,41 %   |
| Осетины       | 62     | 0,13 %   |
| Греки         | 53     | 0,11 %   |
| Азербайджанцы | 43     | 0,09 %   |
| Абхазы        | 27     | 0,06 %   |
| всего         | 47 149 | 100,00 % |

| Грузины       | 40 446 | 97,54 %  |
| Русские       | 604    | 1,46 %   |
| Украинцы      | 143    | 0,34 %   |
| Армяне        | 65     | 0,16 %   |
| Азербайджанцы | 40     | 0,10 %   |
| Цыгане (боша) | 32     | 0,08 %   |
| Греки         | 28     | 0,07 %   |
| Осетины       | 23     | 0,06 %   |
| Евреи         | 9      | 0,02 %   |
| Абхазы        | 6      | 0,01 %   |
| другие        | 69     | 0,17 %   |
| всего         | 41 465 | 100,00 % |

## История

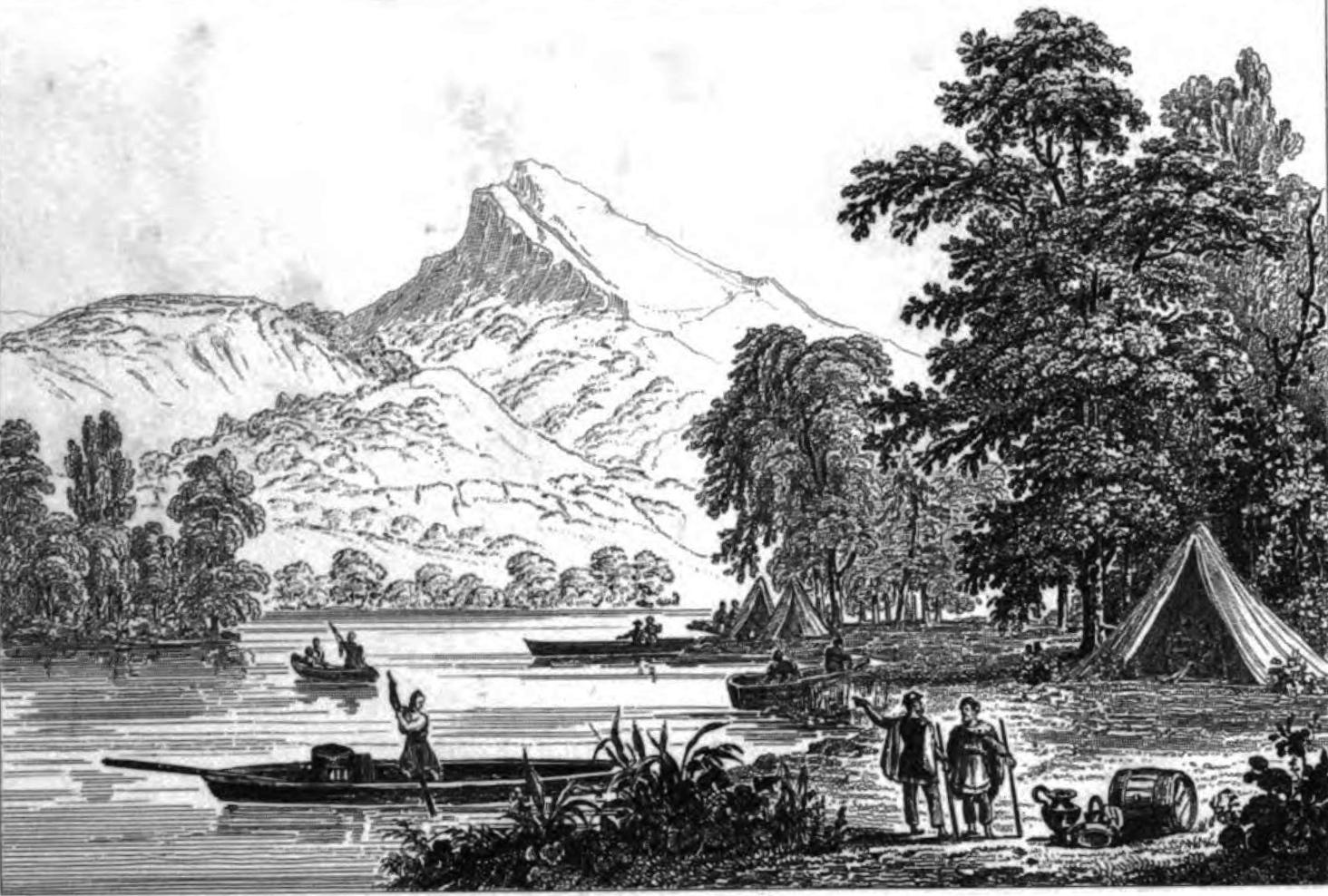
Фазис, XIX век

Первое постоянное поселение на территории современного Поти возникло во второй половине II тысячелетия до нашей эры и было одним из политических центров древнегрузинского племенного союза Колха. После скифо-киммерийского нашествия 720-х годов до н. э. поселение было уничтожено, а на рубеже VII—VI веков до нашей эры на этом месте возникла древнегреческая торговая колония Фасис. С середины I тысячелетия до нашей эры она входила в состав западногрузинского Колхидского царства.
Несмотря на безусловную связь между современным названием и античной рекой Фазис (ныне Риони), происхождение топонима является предметом дискуссий. Впервые Фазис упоминается в Теогонии Гесиода, однако там это название обозначало реку, а не город. Первым, кто поставил под сомнение греческое происхождение города, был Эрик Диль в 1938 году. С тех пор появилось несколько вариантов происхождения топонима — от занского Поти, сванского Пасид и семитского слова, обозначавшего золотую реку.
Греческий географ Страбон указывал, что Фасис расположен между рекой Риони, озером Палеостоми и Понтом (Чёрное море). Через двести лет греческие колонисты восстановили разрушенный город для торговых целей, и использовали, как укреплённое складочное место. Во времена Аммиана там ещё находился гарнизон из 400 человек отборного войска. В городе был храм богини Кибелы. Фасис был самым восточным городом в Понтийском царстве.
В IV веке в Фасисе существовала Колхидская академия, называвшаяся также «Высшая риторическая школа». В ней учились грузины и греки, преподавание велось на двух языках — грузинском и греческом. В ней изучались: риторика, философия, физика, математика, логика и другие науки. В Колхидской академии получил образование известный грузинский философ Иоанн Лази, который вместе с учёным Захарием Грузином сопровождал в Константинополь своего ученика, в дальнейшем прославленного философа Петра Ибера.
В исторических источниках имя Поти впервые начало упоминаться с VII века.
В 1578 году Поти был захвачен Османской империей и переименован в Фаш. В 1640 в Поти была восстановлена власть грузинских князей, но в 1723 город был вновь захвачен Османской империей. 
Во время русско-турецкой войны 1768–74 годов Поти безуспешно осаждали российские войска в 1770 и 1771 годах. 
Во время русско-турецкой войны 1806–12 годов гарнизон крепости Поти капитулировал перед российскими войсками под командованием князя Орбелиани, но по окончании войны Поти вернули Османской империи. 
Во время русско-турецкой войны 1828–29 годов в июле 1828 года гарнизон Поти капитулировал перед отрядом генерал-майора Гессе и мингрельцами генерал-лейтенанта князя Дадиани, и Поти вошел в состав Российской империи.
Д. А. Милютин, бывший в то время в должности начальника Главного штаба Кавказской армии, посетил Поти в мае 1858 года с целью изучения вопроса «о возможности восстановления города и порта в Поти» и так описал состояние города:
В то время Поти было совсем заброшенное поселение, не город и не деревня. О нем говорили с ужасом, как о гнезде постоянной, злокачественной лихорадки, которой не избегали даже животные (собаки, куры и проч.). Тем не менее, здесь находилась небольшая военная команда, таможенный пост и очень немного обывателей, прикованных судьбой к этому обиженному природой уголку чудного края. На другой день по приезде, рано утром, пошел я осматривать местность. Рион впадает в море двумя рукавами. У самого устья, на левом берегу южного рукава, уцелела старинная турецкая крепостца, в виде небольшого квадрата, огражденного высокими каменными стенами, под защитою которых сохранилась как диковина роща лимонных деревьев, дававших еще плоды. Несколько выше (по течению реки) полукруглая, довольно обширная поляна составляла как бы центральную площадь, обставленную полукружием редкими деревянными домиками и лачугами, за которыми непосредственно тянулся болотистый лес. Переправился я на лодке на остров, образуемый двумя рукавами Риона: и здесь почти сплошной, болотистый лес, среди которого несколько лачуг и казарма. После раннего обеда у коменданта отправился я с Н. А. Ивановым, Фогелем и комендантом на озеро Палеостом, отделенное от моря узкою, низменною полосой, поросшей лесом. Вот эта стоячая вода, окруженная болотистым лесом, и должна быть главным очагом зловредных миазмов, зарождающих лихорадку. Объехав на лодке все озеро, возвратились мы к вечеру в домик коменданта. Из всего виденного легко было убедиться, что для оздоровления этой местности потребуется много работы и продолжительное время. Во всяком случае, для решения вопроса об устройстве здесь города и порта необходимо было прежде всего произвести тщательную нивелировку.

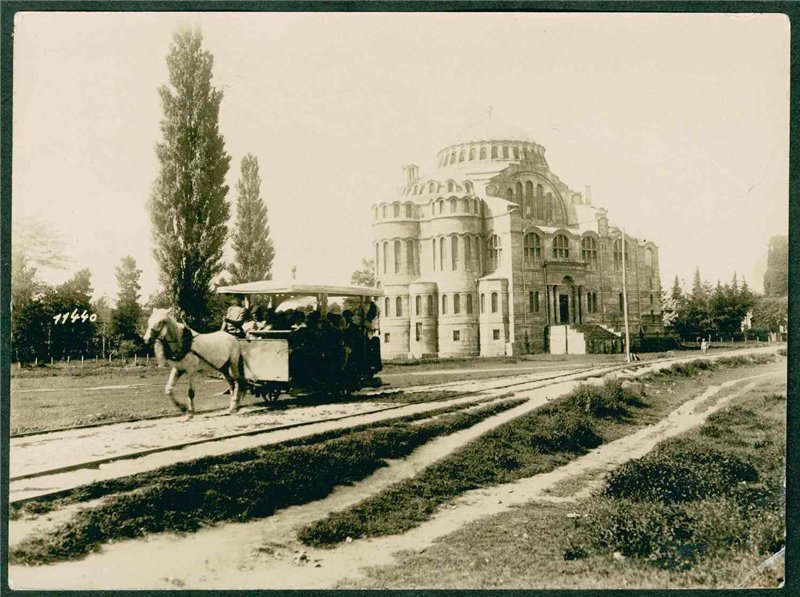
Собор св. Андрея Первозванного (1907)

18 ноября 1858 года император Александр II издал Указ  о том, чтобы «учредить на берегу реки Риони, при впадении оной в Чёрное море, портовый город Поти и даровать некоторые льготы и преимущества лицам, желающим там селиться…».

### Современная история города

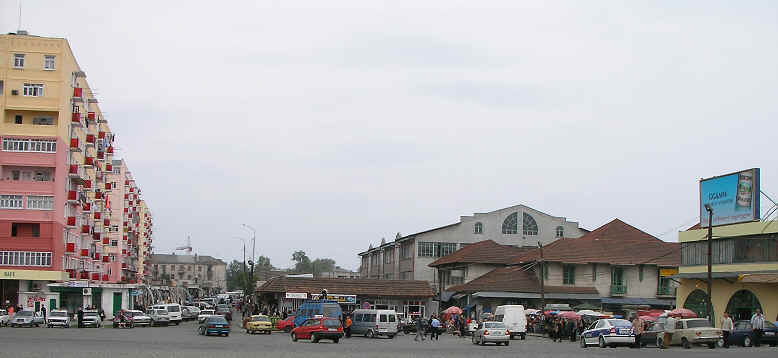
Главная площадь города

Во время первой русской революции Поти стал ареной рабочих стачек и баррикад в декабре 1905 года.
В 1992 году в Грузии разгорелась гражданская война между звиадистами и властями в Тбилиси. 2 октября 1993 года звиадисты под командованием Лоти Кобалии и Гурама Лакия начали штурм Поти и овладели им, но тут, после договорённости с президентом Грузии Эдуардом Шеварднадзе, против звиадистов выступили российские войска. 25 октября морская пехота ЧФ России высадилась в Поти и выбила из города сторонников Звиада Гамсахурдии. Вскоре при поддержке российской армии почти вся территория Западной Грузии была занята войсками, верными Шеварднадзе.
В ноябре—декабре 1992 года силами Черноморского флота РФ и при отсутствии какой-либо поддержки официальной Москвы и при противодействии грузинских властей из Поти морским путём были эвакуированы весь персонал российской военно-морской базы, семьи военнослужащих, большая часть русскоязычного населения города.
14 августа 2008 года, в ходе российско-грузинской войны, город и порт были взяты под контроль российским десантом после того, как грузинские войска оставили город без боя. В то же время, согласно спутниковым снимкам, в порту было затоплено 6 грузинских военных катеров, однако разрушений в инфраструктуре порта и в городе не было. После объявления о завершении боевых действий российские войска оставили город.

## География

### Климат
Поти расположен в зоне влажного субтропического климата (Cfa согласно классификации климата Кёппена).
| Показатель                    | Янв.  | Фев. | Март | Апр. | Май  | Июнь | Июль | Авг. | Сен. | Окт. | Нояб. | Дек. | Год   |
| ----------------------------- | ----- | ---- | ---- | ---- | ---- | ---- | ---- | ---- | ---- | ---- | ----- | ---- | ----- |
| Абсолютный максимум, °C       | 22,8  | 23,9 | 30,5 | 35,7 | 37,1 | 39,3 | 40,8 | 39,0 | 38,6 | 35,2 | 29,6  | 25,2 | 40,8  |
| Средний суточный максимум, °C | 9,8   | 11,0 | 13,4 | 17,5 | 20,8 | 24,1 | 26,0 | 26,5 | 25,7 | 21,3 | 16,0  | 12,2 | 18,7  |
| Средняя температура, °C       | 6,2   | 7,0  | 9,1  | 13,0 | 16,2 | 20,3 | 22,9 | 22,9 | 19,7 | 15,2 | 11,2  | 7,5  | 14,4  |
| Средний суточный минимум, °C  | 3,9   | 4,3  | 6,1  | 9,5  | 12,7 | 16,9 | 20,2 | 20,0 | 16,1 | 11,6 | 8,1   | 5,0  | 11,3  |
| Абсолютный минимум, °C        | −11,2 | −9,4 | −8,5 | −1,1 | 2,0  | 8,3  | 13,5 | 11,8 | 6,2  | 1,4  | −6,7  | −9,8 | −11,2 |
| Норма осадков, мм             | 163   | 117  | 109  | 96   | 74   | 154  | 186  | 225  | 242  | 184  | 160   | 181  | 1891  |

## Экономика

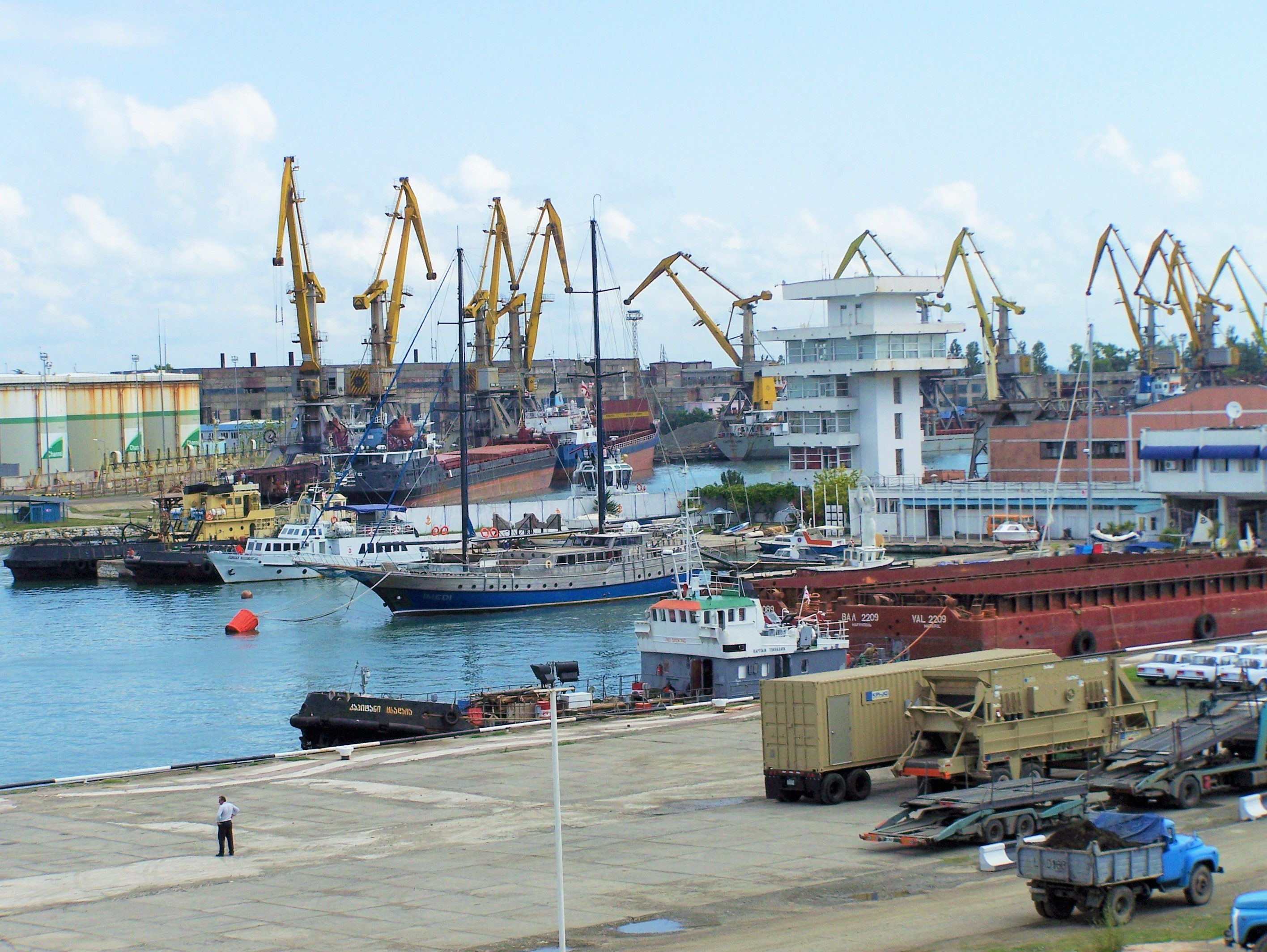
Морской порт Поти

Сегодня Поти считается одним из главных экономически важных регионов Грузии. Порт Поти — один из крупнейших портов в бассейне Чёрного моря. Поти в коридоре Европа — Азия была назначена важная функция. В апреле 2008 года Грузия продала 51 % акций порта Поти арабской компании Investment Authority из ОАЭ «S Рас-Аль-Хайма» (RAK), чтобы развивать свободную индустриальную зону (СИЗ) и построить новый терминал порта. 15 апреля 2008 года состоялась презентация свободной индустриальной зоны города.

### Промышленность
Машиностроение (судостроение, судоремонт и др.), пищевая промышленность.

## Транспорт
До 2004 года действовала троллейбусная система. Ранее, в 1904—1932 годах, действовала конка. Ныне городской транспорт Поти представлен муниципальными автобусами и автобусами частных перевозчиков, работающими в режиме маршрутного такси (более высокая стоимость проезда, отсутствие льгот, остановки в любом месте и запрет на проезд стоя). Стоимость проезда: на автобусе — 50 тетри, на маршрутном такси — 1 лари за одну поездку. Оплата проезда на социальных автобусах производится по автобусной карте «Поти», в коммерческих — наличными деньгами водителю при выходе. Пополнение автобусной карты «Поти» — через голубые платёжные терминалы TBC банка. Также в городе действуют службы легковых такси.
Железные дороги соединяют Поти с Тбилиси, Баку и другими городами.

## Культура
- Государственный грузинский драматический театр имени Валериана Гуния.

### Достопримечательности
В городе — театр и краеведческий музей, Потийский собор.
В окрестности города находится озеро Палиастоми, входящее в состав Колхидского заповедника, на территории заповедника находится реликтовая уникальная флора и фауна. Близ Поти находится оздоровительный курорт Малтаква. Купальный сезон — с мая по октябрь.

## Города-побратимы
- Нафплион, Греция (1990)[22]
- Лагрейндж[англ.], Джорджия, США
- Бургас, Болгария
- Ларнака, Кипр
- Актау, Казахстан (2005)
- Севастополь, Россия/Украина[23] (22 ноября 2008)[24]

## Топографические карты
- Лист карты K-37-72 Поти. Масштаб: 1 : 100 000. Состояние местности на 1986 год. Издание 1987 г.